# Одоевский, Фёдор Иванович Меньшой
Фёдор Иванович Меньшой Одоевский (ум. 1547, Кашира) — князь, воевода, наместник, боярин, член Боярской думы.
Третий из четырех сыновей Ивана Семёновича Сухорука Одоевского. Один из рода удельных князей Одоевских, происходящих от князей Новосильских, Рюрикович в XIX колене.
Имел братьев князей: Фёдора Большого, Михаила и Романа.

## Служба у Василия III
Как и его отец, служил Великому князю Московскому Василию III. Впервые упоминается в летописи в 1512 году, когда вместе с другими князьями участвует в отражении набега татар, руководимых Ширинскими князьями, на Козельск.
Последующая его служба:
- 1520—1521 — голова в войсках на Угре
- 1527 — первый воевода в Туле вместе с младшим братом Романом
- 1528 — пожалован в бояре
- 1529 — воевода в Туле
- 1531 — в январе при получении сведений о движении крымских татар под командованием Сахиб Герая привёл под Козельск в составе большого войска полк правой руки, летом отразил татар от Одоева, осенью направлен к Сенькину броду на Оке
- 1532 — командовал большим полком под Одоевом, в мае с передовым полком третий воевода в Туле и далее стоял у Осетра в Коломне

## Служба у Ивана Грозного
- По смерти Василия III боярин и член Боярской думы (1533).
- 1533 — первый воевода передового полка в Туле при большом сборе войска и после роспуск других воевод оставлен первым воеводой в Туле
- 1535 — в Коломне командовал полком левой руки и воевода передового полка.
- 1537 — воевода и наместник в Муроме
- 1539 — воевода на Угре
- 1540 — наместник в Одоеве, откуда переведён командовать большим полком на Угре
- 1541 — первый воевода в Серпухове
- 1544 — первый воевода в Елатьме, откуда ходил в поход, как один из воевод на Казань. В июле того же года командовал большим полком в Калуге
- 1547 — воевода в Коломне на случай вторжения крымцев, откуда переведён в Каширу, где и умер, не оставив потомства.

## Критика
Весьма может быть, что некоторые данные, приписаны его брату князю Фёдору Ивановичу Одоевскому Большому, так как нет указаний к которому их братьев принадлежат деяния и данная биография приводится по  П.В. Долгорукому.  Г.А. Власьев приводит данные о смерти в Коломне († 1547).